# Oreogrammitis kjellbergii
Oreogrammitis kjellbergii là một loài dương xỉ trong họ Polypodiaceae. Loài này được C. Chr. Parris mô tả khoa học đầu tiên năm 2007.